# La Chapelle-du-Châtelard

La Chapelle-du-Châtelard este o comună în departamentul Ain din estul Franței.